# Орден Сент-Крістофер і Невіс
Орден Сент-Крістофер і Невіс — державна нагорода держави Сент-Кіттс і Невіс, започаткована 2005 року для нагородження голів держав та інших іноземних представників, які прибувають з візитом на острови, на знак дружби між державами.